# Nouveau système de musique théorique
Le Nouveau système de musique théorique est le second traité de théorie musicale écrit par Jean-Philippe Rameau, qui le fit éditer en 1726.
Rameau complète avec cet ouvrage son Traité de l'harmonie réduite à ses principes naturels de 1722, et le présente comme une introduction à celui-ci.
Il a entre-temps pris connaissance des travaux de Joseph Sauveur sur la résonance harmonique du corps sonore qui corroborent sur le plan de la physique et de la perception auditive, les principes dégagés dans son premier livre. La perception des harmoniques (ou consonances) lors de l'émission du son fondamental avait d'ailleurs été notée, auparavant, par le savant jésuite  Marin Mersenne.
Alors que toute l'approche théorique objet du précédent traité se fondait exclusivement sur des considérations mathématiques, Rameau évoque dans son Nouveau système le phénomène physique des sons harmoniques pour ainsi dire « consubstantiels » au son fondamental. Leur présence inévitable fonde sur la Nature et justifie, pour l'auteur, la notion d'accord parfait.
« Il y a effectivement en nous un germe d'Harmonie, dont apparemment on ne s'est point encore aperçu : il est cependant facile de s'en apercevoir dans une corde, dans un tuyau, et caetera dont la résonance fait entendre trois sons différents à la fois »
et plus loin :
« Une seule corde fait résonner toutes les consonances, entre lesquelles on distingue principalement la Douzième et la Dix-septième majeure »
c'est-à-dire, outre la basse fondamentale, sa quinte et sa tierce majeure, éléments indissociables de l'accord parfait majeur.
« Cet ouvrage apportait vraiment du nouveau. Dès la première ligne de la préface, un ton de triomphe est perceptible. La bonne nouvelle qu'annonce Rameau : les théories du Traité sont confirmées par l'expérience. »
Le contenu de ce traité sera développé plus tard dans la Génération harmonique.